# Kenyanthropus
Kenyanthropus is een geslacht van uitgestorven rechtoplopende mensachtigen, in 2001 benoemd door Mary Leakey e.a.
De enige soort die hiertoe gerekend wordt, is Kenyanthropus platyops uit het Boven Plioceen. Voor de beschrijving van deze soort werd gelijk het geslacht als nieuw ingevoerd. Homo rudolfensis is in 2003 door David Cameron tot Kenyanthropus rudolfensis omgedoopt, maar is hierin door weinigen gevolgd.
Er is geen overeenstemming over de taxonomie van dit geslacht. Een deel van de paleoantropologen ziet geen aanleiding voor een aparte taxonomische status en beschouwen Kenyanthropus als een jonger synoniem van Australopithecus of als een verwant van Homo rudolfensis. De belangrijkste kritiek behelst echter de zeer slechte fossilisatiestaat van de schedel die eigenlijk niet toelaat enige conclusie over de taxonomie te trekken. Mocht Kenyanthropus als geldige naam komen te vervallen dan wordt de naam van de enige soort Australopithecus platyops of Homo platyops.

## Naamgeving
Kenyanthropus betekent 'mens uit Kenia'.

## Taxonomie
- geslacht: Kenyanthropus †
  -  soort: (Kenyanthropus platyops) †

| Voorlopers en oude verwanten van de mens | Voorlopers en oude verwanten van de mens | Voorlopers en oude verwanten van de mens |
| Fossiel voorkomen                        | Geslacht                                 | Soorten |
| ---------------------------------------- | ---------------------------------------- | --- |
| 7 - 4,4 Ma                               | Sahelanthropus                           | Sahelanthropus tchadensis |
| 7 - 4,4 Ma                               | Orrorin                                  | Orrorin tugenensis |
| 7 - 4,4 Ma                               | Ardipithecus                             | Ardipithecus ramidus · Ardipithecus kadabba |
| 4,3 - 2 Ma                               | Australopithecus                         | A. anamensis · A. afarensis · A. bahrelghazali · A. africanus · A. garhi · A. sediba |
| 3,5 Ma                                   | Kenyanthropus                            | Kenyanthropus platyops |
| 2,5 - 1 Ma                               | Paranthropus                             | P. aethiopicus · P. boisei · P. robustus |
| tot heden                                | Homo                                     | H. antecessor · H. cepranensis · H. denisova · Homo erectus (Javamens · Pekingmens) · H. ergaster · H. floresiensis · H. gautengensis · H. georgicus · H. habilis · H. heidelbergensis · H. helmei · H. neanderthalensis · H. rhodesiensis · H. rudolfensis · Homo sapiens (H. s. idaltu · Cro-magnonmens · Red Deer Cave-mensen) |